# Joseph F. Maguire
Joseph Francis Maguire (ur. 4 września 1919 w Bostonie, zm. 23 listopada 2014 w Springfield) – amerykański duchowny katolicki, biskup Springfield w latach 1977-1991.
Do kapłaństwa przygotowywał się w Brighton. Święcenia otrzymał 29 czerwca 1945 roku. Pracował duszpastersko w archidiecezji Boston będąc m.in. sekretarzem kolejnych arcybiskupów Richarda Cushinga i Humberto Medeirosa.
1 grudnia 1971 otrzymał nominację na pomocniczego biskupa Bostonu ze stolicą tytularną Mactaris. Sakry udzielił mu kard. Medeiros. 13 kwietnia 1976 mianowany koadiutorem biskupa Springfield w Massachusetts. Sukcesję przejął 15 października 1977 roku. Na emeryturę przeszedł 27 grudnia roku 1991.